# Finden Sie, daß Constanze sich richtig verhält?
Finden Sie, daß Constanze sich richtig verhält? (en alemany Creu que Constança es comporta correctament?) és una pel·lícula de comèdia de costums alemanya de 1962 basada en The Constant Wife de William Somerset Maugham, dirigida per Tom Pevsner i protagonitzada per Lilli Palmer, Peter van Eyck i Carlos Thompson. Va participar en la selecció oficial del Festival Internacional de Cinema de Sant Sebastià 1962.

## Argument
Constança està casada amb un metge que l'enganya amb la seva millor amiga, però ella fingeix davant els altres que no en sap res. Després s'independitza i munta un negoci d'interiorisme amb una amiga, paga el seu marit per l'habitació i marxa de vacances amb un admirador. Al final, el marit no tindrà més remei que capitular.

## Repartiment
- Lilli Palmer: Constanze Calonder
- Peter van Eyck: Dr. Fred Calonder
- Carlos Thompson: Bernard Somerset
- Dorian Gray: Marie-Louise Jörgensen
- Max Lichtegg: Sven Jörgensen
- Agnes Windeck: Prof. Dietz
- Vittorio Bertolini: Antonio Baffi
- Eva Langraf: Barbara
- Elvira Schalcher: Martha Dietz

## Crítica
Les ressenyes van resultar bastant pobres, tant en l'edició del 2 de maig de 1962 a Der Spiegel com a Die Zeit el 27 d'abril de 1962, on es critica el tractament que dona Pevsner als actors.